# 柯马提鱼属
柯马提鱼屬（意為「彗星般的尾部」）是一种已灭绝的花鳞鱼纲魚類，生存于泥盆纪早期的加拿大西北地方 ，可由它似尾部的鰭及背部表觀（如背鰭）辨認出來。